# Clube Atlético Serranense
O Clube Atlético Serranense é um clube brasileiro de futebol, da cidade de Nova Serrana, no estado de Minas Gerais.
Fundado em 1930 com o nome Futebol Clube Betinense na cidade de Betim, profissionalizou-se apenas em 2014 para disputar a Série B do Campeonato Mineiro. Em 2018 mudou-se para a cidade de Nova Serrana. Se tornando assim Clube Atlético Serranense, equipe que é mandante dos seus jogos na Arena do Calçado.

## História
O clube foi fundado em 1930, mas profissionalizado apenas em 2014, o Futebol Clube Betinense, conquistou o acesso ao Módulo II do Campeonato Mineiro em seu terceiro ano de disputa.
Em 2014, ano de sua profissionalização, a equipe foi líder isolada na fase de grupos, mas ficou em último no hexagonal final. No ano seguinte, a equipe não passou nem mesmo da fase de grupos. Já em 2016, o clube ficou em segundo lugar em seu grupo – atrás apenas do Tupynambás – e no hexagonal final ficou na mesma segunda posição, ficando atrás novamente do Tupynambás, conquistando assim o acesso ao Módulo II de 2017.
Após o primeiro ano de disputa no segundo nível do futebol mineiro, alegando falta de apoio do município de Betim, o clube se muda em definitivo para  Nova Serrana motivado pelo apoio da Prefeitura local. Em virtude da falta de tempo hábil, o Módulo II de 2018 ainda é jogado com o nome de Futebol Clube Betinense e a mudança de nome oficialmente ocorre no ano seguinte.
Em 2021, após cinco anos disputando o Campeonato Mineiro de Futebol – Módulo II, e bater na trave para o acesso à divisão principal, com dois terceiros lugares em 2017 e 2019, o clube termina o campeonato na lanterna e é rebaixado à Segunda Divisão.

## Campanhas de destaque
| DESTAQUES                            | DESTAQUES           |
| Competição                           | Campanhas           |
| ------------------------------------ | ------------------- |
| Campeonato Mineiro - Módulo II       | 3º colocado (2019)  |
| Campeonato Mineiro - Módulo II       | 3º colocado (2017)  |
| Campeonato Mineiro - Módulo II       | 5º colocado (2018)  |
| Campeonato Mineiro - Segunda Divisão | Vice-campeão (2016) |
| Campeonato Mineiro - Segunda Divisão | 6º colocado (2014)  |